# Exalloniscus sumatranus
Exalloniscus sumatranus là một loài chân đều trong họ Oniscidae. Loài này được Manicastri & Taiti miêu tả khoa học năm 1991.